# Silene linicola
Silene linicola là loài thực vật có hoa thuộc họ Cẩm chướng. Loài này được C.C.Gmel. miêu tả khoa học đầu tiên năm 1826.